# 大橋站 (福岡縣)
大橋站（日语：／ Ōhashi eki */?）是位於福岡縣福岡市南區大橋一丁目，西日本鐵道（西鐵）的天神大牟田線車站。車站編號為T05。特急在內的所有營業列車均停靠此站。優等列車在會在此站與普通緩急接續。

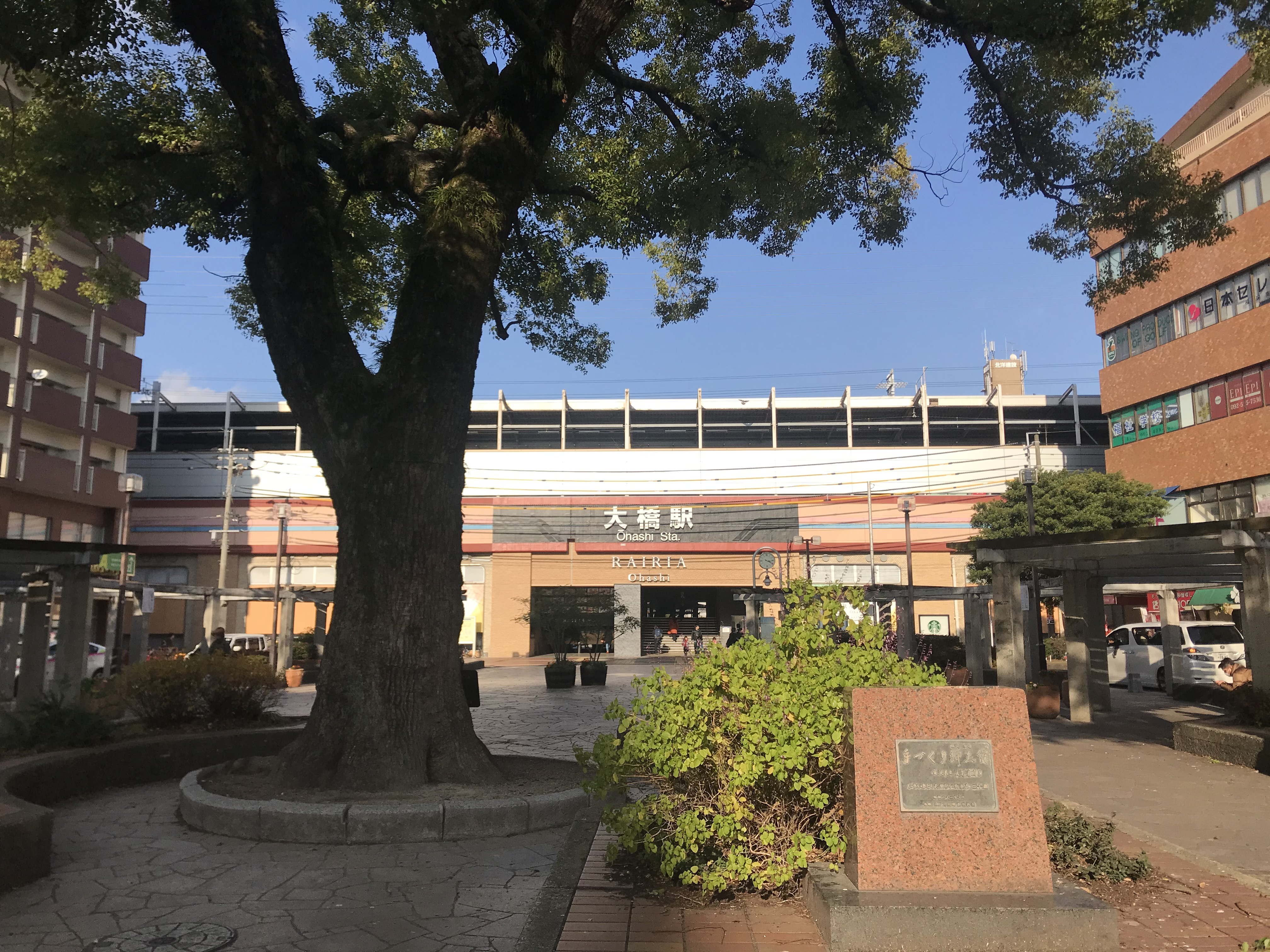
西口(2020年1月)

## 歷史

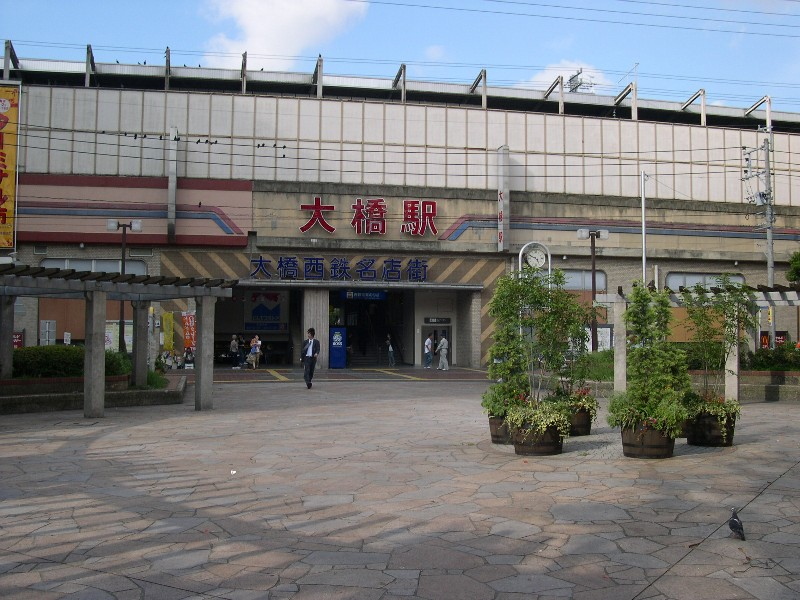
舊車站西口（2005年8月）

- 1924年（大正13年）4月12日 - 車站啟用。
- 1978年（昭和53年）3月3日 - 西鐵平尾至大橋之間高架化。除了平日早上繁忙時間外，此站為急行停車站。同時，車站向東遷移100米。西鐵名店街開幕。
- 1991年（平成3年）3月30日 - 月台上加設候車室。
- 2001年（平成13年）1月 - 月台延伸至可容納8卡車廂[1]。早上繁忙時間行走的8卡編成急行（同日改稱為快速急行）開始停靠此站。
- 2004年（平成16年）3月20日 - 車站無障礙化。（地面與閘口與月台之間加設升降機）
- 2008年（平成20年）5月18日 - 此站開始可以使用IC卡nimoca。
- 2017年（平成29年）
  - 2月1日 - 此站引入車站編號[2]。
  - 8月26日 - 成為特急停車站[3][4][5]。
- 2019年（平成31年）4月26日 - 大橋西鐵名店街翻新完畢，以Leiria大橋的名稱重開[6]。

## 車站構造

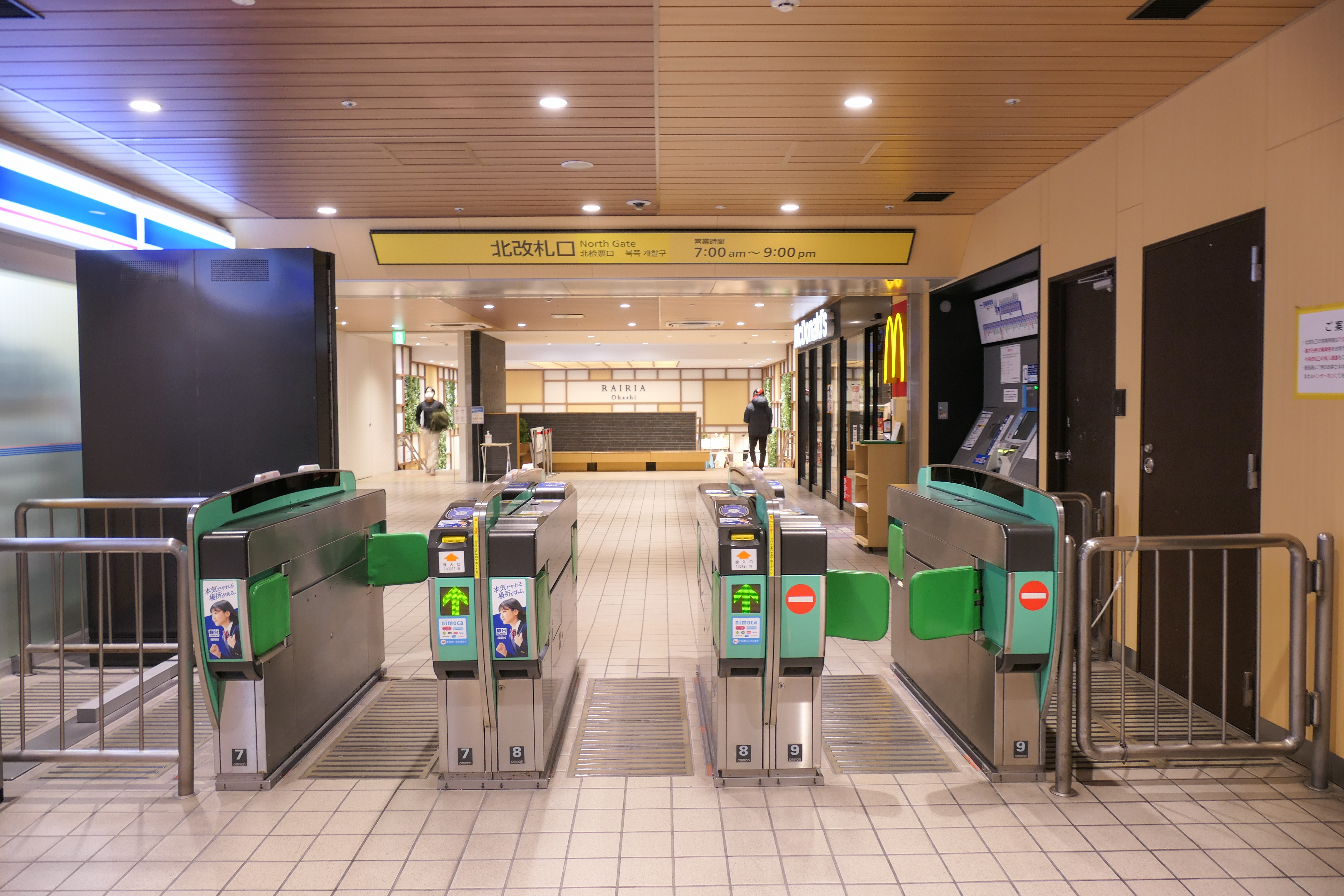
北驗票口(2022年12月)

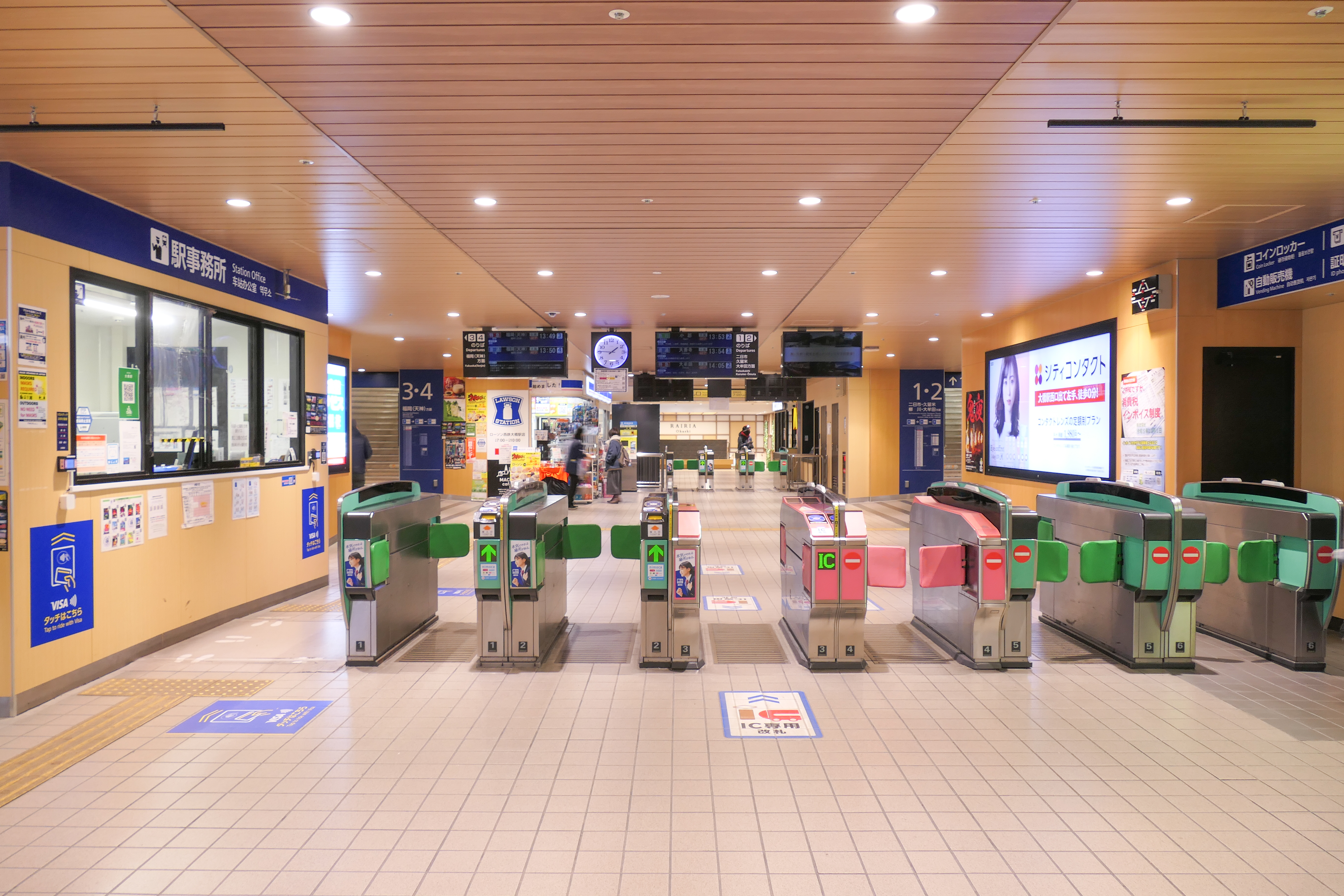
位於2樓的驗票口(2022年12月)

本站是高架車站，設有2面4線的島式月台。為福岡（天神）離開後首個可待避的車站，大部半普通會在此站待避特急或急行列車。在大牟田一方設有渡線，因此列車可在此站折返。部分列車的路線牌中設有「急行 大橋」和「普通 大橋」。現時，沒有定期班次在此站折返。但是當發生事故或災害使部分路段不能通行時，列車會在此站折返。
車站內設有名為「RAIRIA 大橋(RAIRIA Ohashi)」的車站大廈。大廈樓高2層加地庫1層。舊稱大橋西鐵名店街。車站大廈內設有39間商店，主要讓車站使用者和當地居民使用。以下為各層的主要商店：
在2017年7月，以「Railway Oasis」概念進行大型翻新工程。在2018年5月11日，第一期的翻新工程完成，在2019年4月26日盛大開幕，同時設施名稱改名現時的「RAIRIA大橋（RAIRIA Ohashi）」。自此設施開始，以後西鐵沿線的設施名都改為RAIRIA。當中RAIRIA是以「RAIL（鐵路、沿線）」、「ARIA（空氣）」和「AREA（地區）」組合而成的詞語。

### 月台
| 月台 | 路線          | 上下行 | 方向                               |
| ---- | ------------- | ------ | ---------------------------------- |
| 1、2 | ●天神大牟田線 | 下行   | 二日市、太宰府、久留米、大牟田方向 |
| 3、4 | ●天神大牟田線 | 上行   | 福岡（天神）方向                   |

## 使用狀況
在2019年度，1日平均上下車人次為39,102人。在西鐵車站中排名第3位，僅次於西鐵福岡（天神）站和藥院站。在2012年度前，西鐵久留米站的使用人次高於此站，當時為第4名。在2013年度起開始增加上下車人次。
以下為各年度1日平均乘車和上下車人次列表。當中近期的使用人次有所增加，在2019年度追過特急停車站西鐵二日市站。
| 年度   | 1日平均 乘車人次 | 1日平均 上下車人次 |
| ------ | ---------------- | ------------------ |
| 1996年 | 21,304           | 42,068             |
| 1997年 | 20,904           | 41,274             |
| 1998年 | 20,008           | 39,562             |
| 1999年 | 19,459           | 38,582             |
| 2000年 | 18,888           | 37,619             |
| 2001年 | 18,589           | 37,016             |
| 2002年 | 18,159           | 36,145             |
| 2003年 | 18,251           | 36,270             |
| 2004年 | 17,545           | 34,975             |
| 2005年 | 17,411           | 34,649             |
| 2006年 | 17,427           | 34,855             |
| 2007年 | 17,126           | 34,325             |
| 2008年 | 17,175           | 34,510             |
| 2009年 | 17,058           | 34,309             |
| 2010年 | 17,137           | 34,563             |
| 2011年 | 16,913           | 34,120             |
| 2012年 | 17,041           | 34,400             |
| 2013年 | 17,443           | 35,162             |
| 2014年 | 17,185           | 34,470             |
| 2015年 | 17,587           | 35,355             |
| 2016年 | 17,752           | 35,680             |
| 2017年 | 18,210           | 36,635             |
| 2018年 | 18,833           | 37,921             |
| 2019年 |                  | 39,102             |

## 車站周邊
車站西邊設有「鳩廣場」，東邊設有巴士總站，車站周邊為南區中心。
- 福岡市南區公所
- 福岡市南保健所
- 福岡市南體育館
- 福岡市南圖書館
- 福岡南郵局（日语：福岡南郵便局）
- 九州中央醫院（日语：公立学校共済組合九州中央病院）
- 九州大學大橋校園
- 純真學園大學（日语：純真学園大学）
- 純真短期大學
- 香蘭女子短期大學
- 純真高等學校（日语：純真高等学校）
- 福岡縣立筑紫丘高等學校（日语：福岡県立筑紫丘高等学校）
- 福岡第一高校
- 專門學校電腦教育學院（日语：専門学校コンピュータ教育学院）（福岡大橋綜合IT校園）
- MaxValu Express（日语：マックスバリュ）大橋店（舊:gourmet city（日语：グルメシティ））
- 最好電器New大橋店
- BOOK OFF（日语：ブックオフコーポレーション）大橋站西出口店
- 國道385號（日语：国道385号）
- 高宮通（日语：高宮通り）

周邊有許多大學、短期大學和專門學校。

## 巴士路線
西鐵巴士於東出口迴旋路處設有巴士站。路線資料截至2020年10月1日。此站為列車和巴士轉乘地點之一，因此許多乘客在此站轉乘巴士。有關路線詳情可參見[にしてつ時刻表]。
1號乘車處
老司、那珂川方向。
三宅本町、東若久方向（■ 7號）
三宅本町、老司、片繩、博多南站、那珂川方向（■ 3號、47號、特快47、60號、62號、特快W）
三宅本町、老司、警彌鄉、博多南站方向（■ 62-1號）
三宅本町、老司、老司團地方向（■ 4號、48-1號、■ 沒有編號）
三宅本町、九州癌症中心、福翔高校方向（■ 48號）
橫手南町、九州癌症中心、駕駛執照考試中心、堤、片江營、櫻醫院、福大醫院方向（■ 外環1號）
2號乘車處
春日、天神、野間方向
日赤前、那之川、天神方向（■■ W1號、W2號 ■ W3號、W4號、特快W）
野間四角、野間大池、皿山、駕駛執照考試中心、柏原方向（■ 區1號）
野間四角、野間大池、長住、駕駛執照考試中心、檜原方向（■ 區2號）
野間四角、若久、中尾、屋形原、檜原營、堤、片江營、西片江一丁目、福大醫院方向（■ 6號）
橫手、曰佐、彌永團地、博多南站方向（■ 49號）
井尻六角、（福岡女學院）、昇町、博多南站、天神山、松丘團地、平野高地、月之浦方向（■ 42號）
3號乘車處
博多站、板付方向。
清水、美野島、博多站方向（■ 47號、特快47、48號、48-2號）
竹下站、美野島、博多站方向（■48-1號）
清水、美野島、天神方向（■ 63號）
清見通、山王、博多站方向（■ 60號）
高木、弓田、板付團地方向（■ 5號）

### 轉乘
在2013年（平成25年）11月2日時間表修正起，那珂川、彌永方向和天神方向直通的49號和62號等巴士路線，大部分班次於大橋站分離路線，使此站主要成為了轉乘車站。在車費上，若使用nimoca支付車費，通常會有轉乘優惠100點，但是實際的金額會高於直通巴士。

## 相鄰車站
西日本鐵道
■天神大牟田線
■特急
藥院（T02）－大橋（T05）－西鐵二日市（T13）
■急行
藥院（T02）－大橋（T05）－春日原（T09）
■普通
高宮（T04）－大橋（T05）－井尻（T06）

## 注腳
1. ↑  . 鐵道雜誌 (鐵道雜誌社). 2001年4月: 95.
2. ↑   (PDF). 西日本鐵道. 2017-01-24  [2017年3月20日]. （原始内容存档 (PDF)于2020-07-28） （日语）.
3. ↑   (PDF) (新闻稿). 西日本鐵道. 2017-06-21  [2020-12-07]. （原始内容存档 (PDF)于2020-12-07） （日语）.
4. ↑   (PDF) (新闻稿). 西日本鐵道. 2017-01-26  [2020-12-07]. （原始内容存档 (PDF)于2020-12-07） （日语）.
5. ↑  . 朝日新聞. 2017-01-26  [2020-12-07]. （原始内容存档于2020-12-07） （日语）.
6. 1 2 3   (PDF) (新闻稿). 西日本鉄道. 2019-03-12  [2020-12-07]. （原始内容存档 (PDF)于2020-12-07） （日语）.
7. ↑   (PDF) (新闻稿). 西日本鉄道. 2018-03-23  [2020-12-07]. （原始内容存档 (PDF)于2020-12-07） （日语）.
8. ↑   (PDF) (新闻稿). 西日本鉄道. 2017-01-26  [2020-12-07]. （原始内容存档 (PDF)于2020-12-07） （日语）.
9. ↑  . 西日本鉄道株式会社.   [2021-01-14]. （原始内容存档于2021-01-29） （日语）.
10. ↑  福岡市統計書 （運輸・通信） 私鐵各站上下車人次
11. 1 2  南部エリアダイヤ改正「西鉄大橋駅」乗り継ぎサービスについて （页面存档备份，存于）（日語） 西鐵巴士（日语：西鉄バス），2013年12月10日參閲。

## 外部連結
- 大橋站（西鐵沿線web） （页面存档备份，存于）（日語）